# JK Tammeka Tartu
Jalgpalliklubi Tammeka Tartu (også kendt som blot Tammeka) er en estisk fodboldklub. Klubben har hjemme i Tartu.

## Mesterskaber
- Esiliiga (D2)
  - Vindere (1): 2004

- Pokalturnering (Eesti Karikas)
  - Andenplads (2): 2007-08, 2016-17

## Historiske slutplaceringer
| Sæson | Niveau | Liga         | Placering | Kilde  |
| ----- | ------ | ------------ | --------- | ------ |
| 2005  | 1.     | Meistriliiga | 7.        | [ 2 ]  |
| 2006  | 1.     | Meistriliiga | 6.        | [ 3 ]  |
| 2007  | 1.     | Meistriliiga | 5.        | [ 4 ]  |
| 2008  | 1.     | Meistriliiga | 7.        | [ 5 ]  |
| 2009  | 1.     | Meistriliiga | 7.        | [ 6 ]  |
| 2010  | 1.     | Meistriliiga | 6.        | [ 7 ]  |
| 2011  | 1.     | Meistriliiga | 7.        | [ 8 ]  |
| 2012  | 1.     | Meistriliiga | 10.       | [ 9 ]  |
| 2013  | 1.     | Meistriliiga | 9.        | [ 10 ] |
| 2014  | 1.     | Meistriliiga | 7.        | [ 11 ] |
| 2015  | 1.     | Meistriliiga | 9.        | [ 12 ] |
| 2016  | 1.     | Meistriliiga | 7.        | [ 13 ] |
| 2017  | 1.     | Meistriliiga | 7.        | [ 14 ] |
| 2018  | 1.     | Meistriliiga | 6.        | [ 15 ] |
| 2019  | 1.     | Meistriliiga | 5.        | [ 16 ] |
| 2020  | 1.     | Meistriliiga | 5.        | [ 17 ] |
| 2021  | 1.     | Meistriliiga | 9.        | [ 18 ] |
| 2022  | 1.     | Meistriliiga | 6.        | [ 19 ] |
| 2023  | 1.     | Meistriliiga | 9.        | [ 20 ] |
| 2024  | 1.     | Meistriliiga | 5.        | [ 21 ] |

## Klubfarver
| Tammeka | Tammeka |

## Nuværende trup
Pr. 10. april 2025.
| Nr. | Land    | Position | Spiller          |
| --- | ------- | -------- | ---------------- |
| 22  | Estland | MI       | Tanel Lang       |
| 23  | Estland | AN       | Patrick Veelma   |
| 24  | Estland | MI       | Herman Pedmanson |
| 4   | Estland | FO       | Mait Vaino       |
| 5   | Estland | FO       | Marius Vister    |
| 7   | Estland | FO       | Mario Miil       |
| 9   | Nigeria | AN       | Ahmed Adebayo    |
| 10  | Italien | MI       | Giacomo Uggeri   |
| 11  | Estland | AN       | Kevin Burov      |

| Nr. | Land     | Position | Spiller              |
| --- | -------- | -------- | -------------------- |
| 13  | Estland  | MI       | Reio Laabus          |
| 14  | England  | AN       | Olawale Tanimowo     |
| 15  | Ghana    | MI       | David Epton          |
| 26  | Nigeria  | FO       | Ganiu Atanda ogungbe |
| 27  | Estland  | FO       | Laurits Ounpuu       |
| 28  | Estland  | FO       | Rasmus Kallas        |
| 17  | Estland  | AN       | Robin Müür           |
| 18  | Estland  | FO       | Mihkel Sepp          |
| 19  | Estland  | AN       | Tristan Koskor       |
| 20  | Georgien | MI       | Akaki Gvineria       |
| 77  | Estland  | MM       | Carl Kiidjärv        |
| 93  | Estland  | FO       | Kevin Anderson       |
| 94  | Estland  | MM       | Richard Aland        |